# Alejandro Zingman
Alejandro Zingman (22 de octubre de 1966-29 de enero de 2024) fue un actor, dramaturgo, director y docente argentino.

## Biografía
Estudió de la Escuela Metropolitana de Arte Dramático (EMAD) en 1989. Impartió clases de actuación en el Centro Cultural Rojas, en el Teatro General San Martín, entre otros lugares. Fue miembro de la Asociación Argentina de Actores y Actrices. Participó de diversas obras como actor y director teatral.

## Obras
- Qué cosa tu familia
- Fácil es pedir
- Magnética ambición
- My PyME: encuentro de almas
- Por darse
- Te amo, te odio, dame más

## Premios
- 2010, Premio Florencio Sánchez